# Peremyšljanský rajón
Peremyšljanský rajón (ukrajinsky Перемишлянський район) byl rajón ve Lvovské oblasti na Ukrajině. Hlavním městem byly Peremyšljany a rajón měl přibližně 39 tisíc obyvatel. 

## Sídla v rajónu
- Bibrka
- Peremyšljany